# Radyně

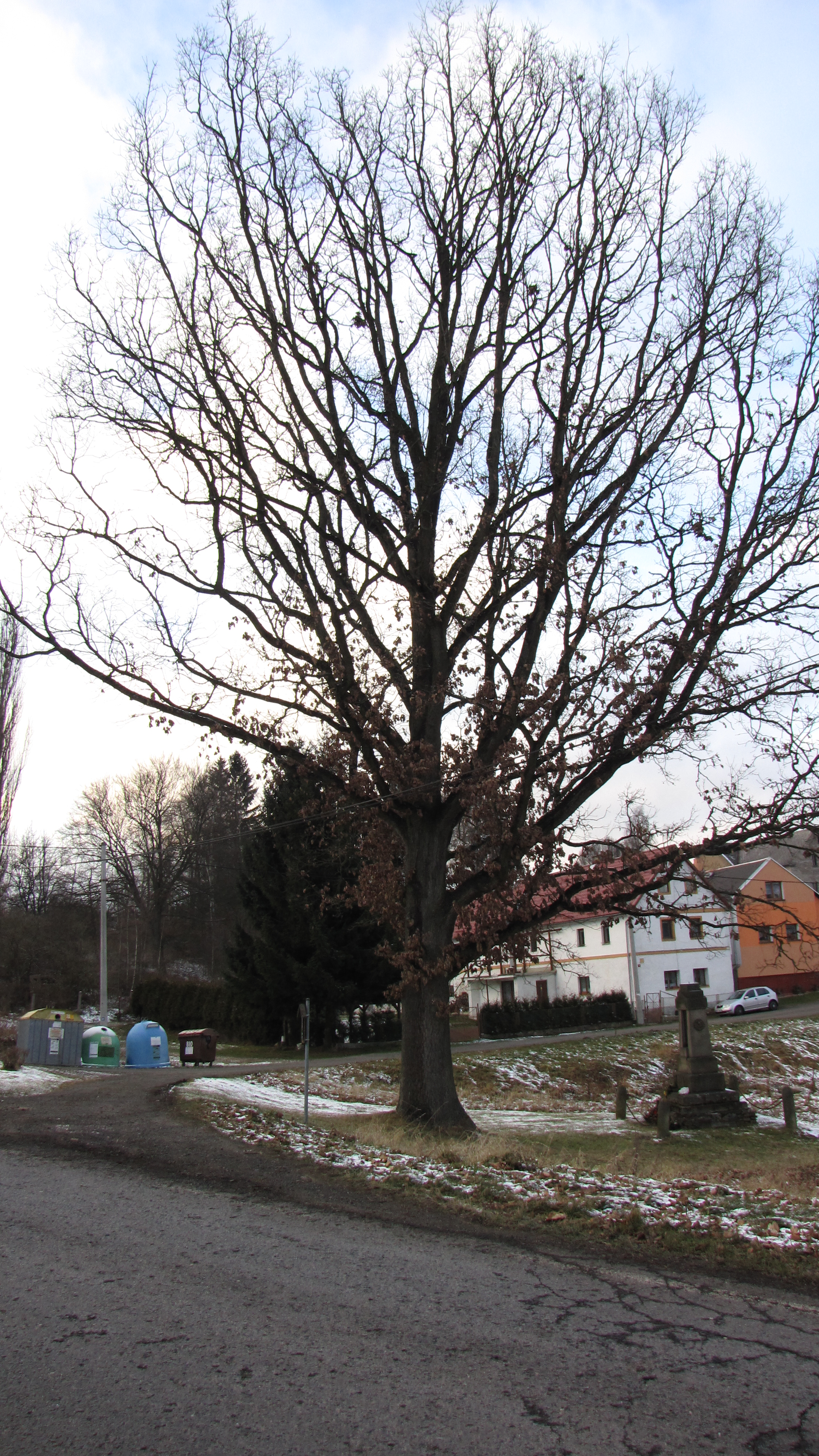
Ortsansicht

Radyně (deutsch Rading) ist eine Siedlung in der Stadt Toužim (Theusing) im Okres Karlovy Vary (Bezirk Karlsbad). Der Ort liegt rund 3 km südöstlich von Toužim. Die Gemarkung umfasst etwa eine Fläche von 6,19 km².

## Geschichte
Erstmals erwähnt wurde Rading 1239. 1945 war Rading eine eigene Gemeinde im Landkreis Tepl. Die Einwohnerzahl betrug 2011 59. Die anderen Zahlen stammen von der Internetseite der Stadt.
| Jahr      | 2010 | 2011 | 2015 | 2020 |
| --------- | ---- | ---- | ---- | ---- |
| Einwohner | 42   | 59   | 51   | 53   |
| Häuser    | 33   |      | 33   | 34   |

## Belege
1. ↑  Landkreis Tepl | Deutsche in Böhmen & Mähren. Abgerufen am 18. März 2024.
2. ↑  STATISTICKÝ LEXIKON OBCÍ ČESKÉ REPUBLIKY 2013 Podle správního rozdělení k 1. 1. 2013 a výsledků sčítání lidu, domů a bytů  k 26. březnu 2011 Zpracoval Český statistický úřad ve spolupráci s Ministerstvem vnitra ČR. (PDF) 1. Januar 2013, S. 276, abgerufen am 16. März 2024 (tschechisch).
3. ↑  Radyně - Radyně - Oficiální stránky města Toužim. Abgerufen am 18. März 2024.